# Gabeu
Gabriel Silva Felizardo (Franca, 15 de abril de 1998), mais conhecido pelo nome artístico Gabeu, é um cantor e compositor brasileiro. Notável por ser um dos percussores do queernejo, uma vertente da música sertaneja que apresenta composições no ponto de vista de pessoas LGBT.
Em 2021, lançou seu álbum de estreia, intitulado Agropoc, que foi indicado ao Grammy Latino de 2022 na categoria de Melhor Álbum de Música Sertaneja.

## Vida pessoal
Ele é abertamente gay. Nascido e criado na cidade de Franca, no interior do estado de São Paulo, Gabeu é filho de Maria Felizardo Pipper e de Luis Felizardo, o Solimões da dupla de música sertaneja Rionegro & Solimões.

## Carreira
Em maio de 2019, foi anunciado que Gabeu lançaria seu single de estreia, "Amor Rural", embarcando no queernejo.
Um EP de remixes de "Amor Rural" foi lançado em setembro, trazendo versões eletrônicas feitas por dois produtores LGBT: uma com Leo Hainer; outra com CyberKills, que já trabalhou com vários nomes da música LGBT no Brasil, como Pabllo Vittar e Danny Bond. "Sugar Daddy", o segundo single de Gabeu, foi lançado em novembro". Em 2020, participou da canção "Pistoleira", da cantora Alice Marcone.
Em maio de 2021, começou o projeto "Caubói", no qual ele lançaria dois covers. O primeiro foi "Cowboy Fora da Lei", original de Raul Seixas. "Cowboy", da Banda Uó, foi disponibilizado como a segunda faixa. Ainda em maio, foi anunciado o álbum de estreia de Gabeu, do qual a recém-lançada "Cowboy" faria parte; "Amor Rural" e "Sugar Daddy", de dois anos atrás, também estariam presentes. Em junho, colaborou com Zerzil no single "Casinha no Sertão", que está incluída no segundo álbum de estúdio de Zerzil, Queernejo. Em 10 de agosto, o álbum de Gabeu, intitulado Agropoc, foi lançado, com 10 faixas no total. No mês seguinte, "Na Frente dos Bois", parceria de Gali Galó com Gabeu, veio à tona.
A canção "Bailão", presente em Agropoc, ganhou tanta notoriedade, que, em fevereiro de 2022, foi relançada como single, tendo sido também lançado um videoclipe para a mesma. Quando foi revelada a lista dos indicados ao Grammy Latino de 2022, o álbum de Gabeu havia sido indicado na categoria de Melhor Álbum de Música Sertaneja. No entanto, não venceu, mas se consagrou como o primeiro artista LGBT a ter um álbum que conquistou tal feito. Em novembro, a cantora Kika Boom lançou sua colaboração com Gabeu, "A Culpada Não Sou Eu".
Em fevereiro de 2023, lançou o single solo "Lance Aberto". Um mês depois, participou da música "Fim do Mundo", de Garélio e, em agosto, se juntou à Joana Castanheira para a faixa "Impressão Digital", que compõe o terceiro álbum de estúdio da compositora, Desapreço. Em setembro, Gabeu lançou sua parceria com Dornelles, a canção agronejo "Colo da Tropa".

## Prêmios e indicações
| Ano  | Prêmio                 | Categoria                        | Resultado | Ref.   |
| ---- | ---------------------- | -------------------------------- | --------- | ------ |
| 2020 | Poc Awards             | Músico do Ano                    | Venceu    | [ 24 ] |
| 2022 | Grammy Latino          | Melhor Álbum de Música Sertaneja | Indicado  | [ 25 ] |
| 2023 | Prêmio Inezita Barroso | Contribuição à música caipira    | Indicado  | [ 26 ] |

## Discografia

### Álbuns de estúdio
| Álbum   | Detalhes |
| ------- | --- |
| Agropoc | - Lançamento: 10 de agosto de 2021 - Formatos: Streaming, download digital - Gravadora: Independente, ONErpm |

#### Álbuns colaborativos
| Álbum                             | Detalhes                                                                                             |
| --------------------------------- | --- |
| Cavalo de Troia (com Reddy Allor) | - Lançamento: 8 de agosto de 2024 - Formatos: Streaming,, download - Gravadora: Independente, ONErpm |

### Singles

#### Como artista principal
| Ano  | Single                          | Álbum            |
| ---- | ------------------------------- | ---------------- |
| 2019 | "Amor Rual"                     | Agropoc          |
| 2019 | "Sugar Daddy"                   | Agropoc          |
| 2021 | "Cowboy Fora da Lei"            | Canção sem álbum |
| 2021 | "Cowboy"                        | Agropoc          |
| 2022 | "Bailão"                        | Agropoc          |
| 2023 | "Lance Aberto"                  | Canção sem álbum |
| 2023 | "Colo da Tropa" (com Dornelles) | Canção sem álbum |

#### Como artista convidado
| Ano  | Single                                          | Álbum            |
| ---- | ----------------------------------------------- | ---------------- |
| 2020 | "Pistoleira" (Alice Marcone e Gabeu)            | Canção sem álbum |
| 2021 | "Casinha no Sertão" (Zerzil e Gabeu)            | Queernejo        |
| 2021 | "Na Frente dos Bois" (Gali Galó e Gabeu)        | Gali Galó        |
| 2022 | "A Culpada Não Sou Eu" (Kika Boom e Gabeu)      | Canção sem álbum |
| 2023 | "Fim do Mundo" (Garélio e Gabeu)                | Canção sem álbum |
| 2023 | "Impressão Digital" (Joana Castanheira e Gabeu) | Desapreço        |
| 2024 | "Cavalo de Troia" (Reddy Allor e Gabeu)         | CAVALO DE TROIA  |

## Filmografia

### Televisão
| Ano  | Título       | Episódio                                                    | Papel     | Emissora  | Ref.   |
| ---- | ------------ | ----------------------------------------------------------- | --------- | --------- | ------ |
| 2022 | Rensga Hits! | Temp. 1, Ep. 8: "Eu Vou Com Tudo, Hoje Eu Não Fico De Fora" | Ele mesmo | Globo     | [ 28 ] |
| 2023 | Vai que Cola | Temp. 11, Ep. 6: "Broke Black Friday"                       | Ele mesmo | Multishow | [ 29 ] |